# Pseudocopera ciliata
Pseudocopera ciliata is een juffer uit de familie van de breedscheenjuffers (Platycnemididae).
De soort staat op de Rode Lijst van de IUCN als niet bedreigd, beoordelingsjaar 2010.
De wetenschappelijke naam van de soort werd in 1863 gepubliceerd door Edmond de Selys Longchamps.